# Come What(ever) May
Come What(ever) May är Stone Sours andra album, utgivet i augusti 2006. Albumet är det första med trummisen Roy Mayorga, som ersatte Joel Ekman.

## Låtlista
1. "30/30-150" - 4:18
2. "Come What(ever) May" - 3:39
3. "Hell & Consequences" - 3:31
4. "Sillyworld" - 4:08
5. "Made of Scars" - 3:23
6. "Reborn" - 3:12
7. "Your God" - 4:43
8. "Through Glass" - 4:42
9. "Socio" - 3:20
10. "1st Person" - 4:01
11. "Cardiff" - 4:42
12. "Zzyxz Rd." - 5:15